# Callicebus donacophilus
Il callicebo della Bolivia o callicebo dalle orecchie bianche (Callicebus donacophilus d'Orbigny, 1836) è un primate Platirrino della famiglia dei Pitecidi.
A dispetto del nome, la specie si trova, oltre che in Bolivia orientale, anche in Brasile centro-meridionale e nella zona più settentrionale del Paraguay.

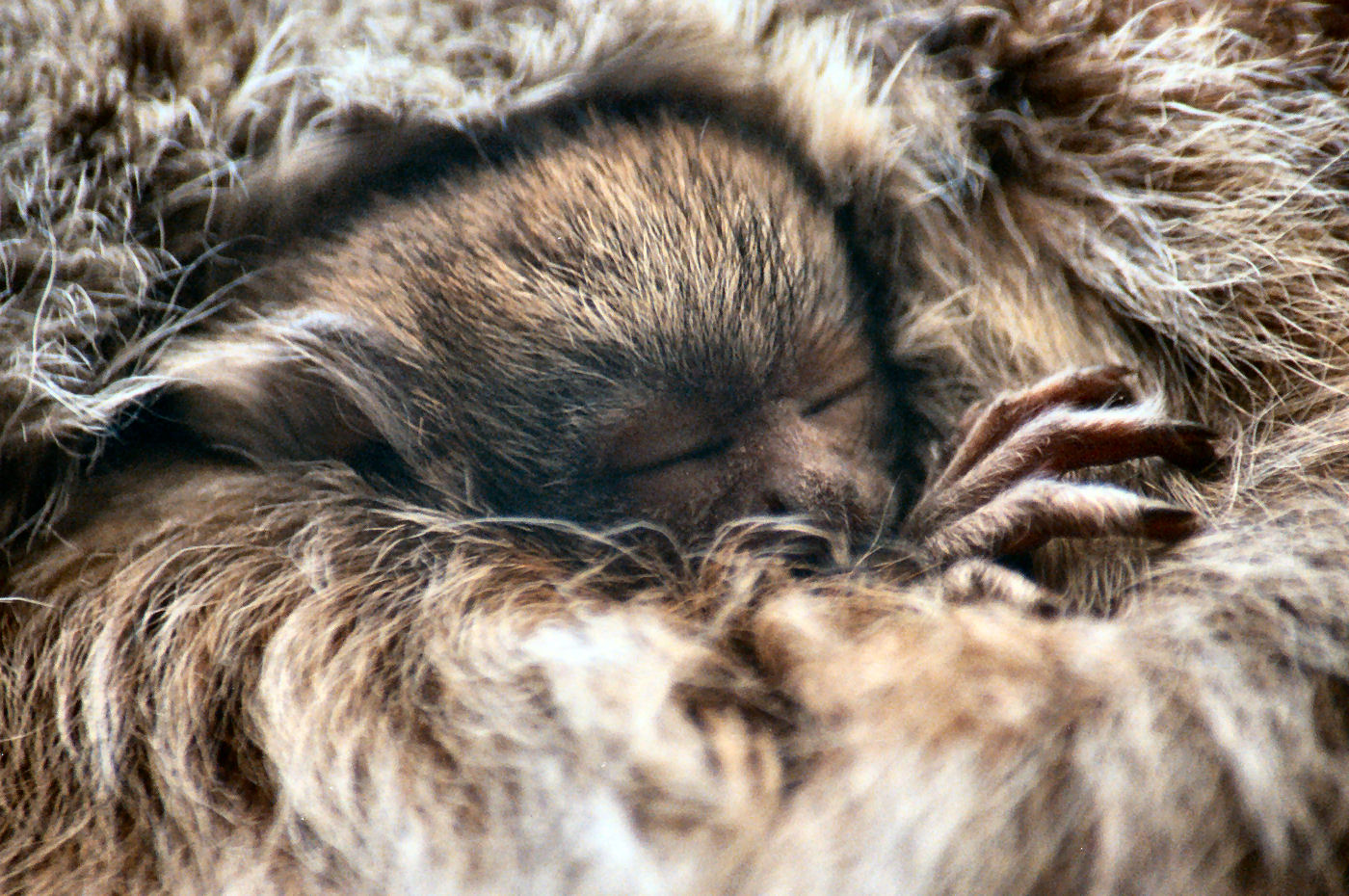
Un cucciolo di callicebo della Bolivia si riposa, al sicuro nell'abbraccio del padre.

Il pelo è grigio-brunastro sulla parte dorsale, tendente ad inscurirsi man mano che si va verso i fianchi, dove passa una striscia di colore grigio scuro che divide la parte dorsale da quella ventrale, di color grigio chiaro. Il sottocoda, la mascella e le orecchie sono biancastre, mentre la testa è grigio-nerastra.
Si tratta di animali rigorosamente monogami, arboricoli, diurni e sociali, che vivono in gruppetti familiari, formati da una coppia riproduttrice coi figli di precedenti cucciolate non ancora del tutto indipendenti (l'indipendenza viene raggiunta attorno ai tre anni d'età: considerando che la femmina partorisce una volta l'anno, la consistenza numerica dei gruppi di titi raramente sarà superiore alle cinque unità).
Caso raro fra i primati, sono principalmente i maschi ad occuparsi delle cure parentali, trasportando i cuccioli fino allo svezzamento.
Le attività agricole hanno provocato una notevole perdita di habitat nell’areale di P. donacophilus, specialmente vicino alle aree urbane.